# Hôpital universitaire central des Asturies
L'hôpital universitaire central des Asturies est un hôpital situé à Oviedo dans la principauté des Asturies, en Espagne.
Fondé en 1989, il est attaché à l'université d'Oviedo et est spécialisé en pneumologie et en chirurgie.
C'est dans cet hôpital que le 27 février 2020 l'auteur chilien Luis Sepúlveda est hospitalisé lorsque lui et son épouse, la poétesse Carmen Yáñez, sont diagnostiqués positifs au Covid-19,,.